# Kamsin
Kamsin (arabsko خمسين khamsīn, »petdeset«) je suh in vroč peščen veter, ki piha v severni Afriki in na arabskem polotoku. Ime je dobil po tem, da naj bi pihal vsakih petdeset dni. 
Sproži ga prehod območij nizkega zračnega pritiska vzdolž južne obale Sredozemskega morja spomladi. Prinaša velike količine peska iz puščav in dvig temperature tudi za 20 °C v nekaj urah.